# 初鹿野信興
初鹿野 信興（はじかの のぶおき）は、江戸時代中期の旗本。江戸北町奉行。又八、伝右衛門。官位は従五位下・河内守。知行地は武蔵国土呂村など。

## 略歴
依田政次の三男で、初鹿野信彭の婿養子。後妻は長田元鋪の娘。
明和8年（1771年）に家督を継承、小姓組番士となり、安永8年（1779年）、使番となり布衣を着すことを許された。天明5年（1785年）目付となり、天明7年（1787年）浦賀奉行となる。天明8年（1788年）9月10日、江戸北町奉行となり、12月16日従五位河内守に叙任された。
寛政2年（1791年）江戸地本錦絵問屋組合（東京地本彫画営業組合の前身）の結成を主導する。寛政3年（1792年）、町奉行在職のさなか48歳で没した。
婿養子・信敏（初鹿野信定三男）は失心して自殺し、養子・英信（初鹿野信照長男・書院番、使番を歴任）が家督を継いだ。